# Берег Ласситера
Берег Ласситера (англ. Lassiter Coast) — часть восточного побережья Антарктического полуострова в западной Антарктиде, лежащая между мысом Макинтош на севере и шельфовым ледником Фильхнера на юге.
Протяжённость берега составляет около 240 км. Большая часть территории занята шельфовыми и выводными ледниками, а также материковым ледниковым покровом. В некоторых местах поднимаются вершины нунатаков — отдельных гор высотой до 1800 м. Берег Ласситера круглый год блокирован дрейфующими льдами моря Уэдделла.
Берег был открыт и обследован американскими антарктическими экспедициями 1940 и 1947 годов. Название берегу было дано в честь одного из участников экспедиции 1947 года Джеймса Ласситера — пилота, выполнившего значительные аэрофотосъёмочные работы.